# Карамышев, Мухтар Батыргареевич
Мухтар Батыргареевич Карамышев (баш. Мөхтәр Батыргәрәй улы Ҡарамышев, 1895—начало 1940-х годов) — военный деятель, активный участник гражданской войны в России и Башкирского национального движения, ротмистр.

## Биография
Карамышев Мухтар Батыргареевич родился 1895 году в семье учителя. Происходил из башкирского дворянского рода Карамышевых. Учился в Макаровской школе, окончил Орское училище. Обучался в педагогических курсах.
С 1915 года участвовал в Первой мировой войне, где до сентября 1917 года служил в составе 14-го драгунского полка. Получил ранения в одном из боёв.
С конца 1917 года работал директором школы в деревне Старосаитово.
В январе 1918 года избран членом исполкома Юрматынского кантона Башкурдистана.
С июля 1918 года инспектор в Башкирском войске. Перед этим активно участвовал в его формировании и был в звании прапорщика.
27 августа 1918 года был назначен начальником артиллерийского отдела Башкирского военного совета (шуро).
10 сентября 1918 года назначается командиром 1-го Башкирского кавалерийского полка имени Амира Карамышева. Служил в звании подпоручика, а после — ротмистра.
С 29 декабря 1918 года — исполнял обязанности командующего Стерлитамакским фронтом.
10 января 1919 года был переведён на должность главного интенданта Башкирского войска.
В марте 1919 года работал начальником отдела продовольствия Башревкома, а с апреля — начальником общего отдела в народном комиссариате по военным делам Башкирской АССР.
С августа 1919 года — председатель Табынского кантонного революционного комитета, а в декабре того же года назначен военным комиссаром Тамьян-Катайского кантона. После занимал должность начальника отдела по земельным делам Юрматинского кантисполкома и председателя совнархоза Дуван-Кущинского кантона.
С февраля 1921 года работал комиссаром в «Белрайлесконторе», а с октября того же года стал членом коллегии комиссариата социального обеспечения Автономной Башкирской Советской Республики.
15 ноября 1921 года исключен из партии за «активное участие в борьбе против Советской власти».
Жил в Средней Азии. Участвовал в Великой Отечественной войне. Погиб на фронте.

## Семья
Дед — Юсуф Ибрагимович Карамышев, майор Башкирского войска;
Отец — Батыргарей;
Мать — Кабира Ахметьяновна Валидова;
Братья:
Мухамедгарей, участник Башкирского национального движения;
Амир, ротмистр, командир 1-го Башкирского кавалерийского полка;
Сулейман, служил в Башкирском корпусе, погиб на поле боя;
Сестра — Рузида, военный врач 112-й Башкирской кавалерийской дивизии.